# Première bataille d'El Alamein
Pour la bataille d'octobre-novembre 1942, voir Seconde bataille d'El Alamein.
Seconde Guerre mondiale
Guerre du désert
Batailles
Guerre du Désert
- Invasion de l'Égypte
- Compass (Fort Capuzzo
- Nibeiwa
- Sidi Barrani
- Bardia
- Tobrouk (1941)
- Mechili
- Beda Fomm)
- Koufra
- Siège de Giarabub
- Sonnenblume
- El Agheila (1941)
- Siège de Tobrouk (Raid sur Bardia
- Raid Twin Pimples)
- Skorpion
- Brevity
- Battleaxe
- Crusader (Flipper
- Bir el Gubi (novembre 1941)
- Point 175
- Bir el Gubi (décembre 1941))
- Fort Lamy
- Gazala (Bir Hakeim
- Tobrouk (1942))
- Mersa Matruh
- El Alamein (juillet 1942) (Raid sur l'aérodrome de Sidi Haneish)
- Alam el Halfa
- Agreement (Caravan)
- Bertram
- Braganza
- El Alamein (octobre 1942) (Avant-poste Snipe)
- El Agheila (1942)

Débarquement allié en Afrique du Nord
- Blackstone
- Casablanca
- Reservist
- Terminal
- Port Lyautey
- Brushwood

Campagne de Tunisie
- Course pour Tunis
- Ligne Mareth
- Sidi Bouzid
- Kasserine
- Sejnane
- Ochsenkopf
- Capri
- Ksar Ghilane
- Pugilist
- El Guettar
- Wadi Akarit
- Longstop Hill
- Hill 609
- Vulcan
- Flax
- Retribution
- Strike

La première bataille d'El Alamein, ou bataille d'Al Mata, est un épisode de la guerre du Désert durant la Seconde Guerre mondiale. Elle se déroule du 1er au 27 juillet 1942 entre les forces de l'Axe (l'Afrikakorps commandé par Erwin Rommel et l'armée italienne) et les forces alliées, principalement britanniques, commandées par Claude Auchinleck, près de la ville égyptienne d'El-Alamein, à une centaine de kilomètres à l'ouest d'Alexandrie.
Cette bataille a pour résultat de stopper la seconde avancée des forces de l'Axe en Égypte. Cet avantage se verra confirmé par la bataille d'Alam el Halfa un mois plus tard, puis, en octobre, par la victoire décisive du général Bernard Montgomery lors de la seconde bataille d'El Alamein.
Ces deux batailles d'El Alamein, avec celles de Midway et de Guadalcanal sur le front asiatique, et de Stalingrad sur le front est-européen, marquent un tournant de la Seconde Guerre mondiale au profit des Alliés.

## Contexte historique
En juin 1942, l'armée britannique est en mauvaise posture, même si elle réussit à obtenir un répit lui permettant de se replier grâce aux Français libres à l'issue de la bataille de Bir Hakeim.
Le 20 juin, l'Afrika Korps atteint Tobrouk (bataille de Gazala), qui capitule le lendemain.
Rommel fait à cette occasion 35 000 prisonniers appartenant aux unités des 2e division d'infanterie sud-africaine, 29e brigade d'infanterie indienne, 201e brigade de la garde et 32e brigade blindée.
70 chars, 2 000 véhicules, 2 000 tonnes d'essence (prise d'une valeur inestimable pour l'Afrika Korps constamment en manque de carburant), 5 000 tonnes de vivres (prise elle aussi essentielle dans le désert) et une grande quantité de munitions sont pris.
L'attaque de Tobrouk a été menée par le général italien Enea Navarrini à la tête des divisions germano-italiennes : Littorio (fraîchement débarquée en Afrique), Ariete, Trieste et 15e Panzerdivision soit un total de 30 000 hommes dont 20 000 italiens.
L'attaque est lancée à l'aube et dès 9 h 40, le général Klopper, commandant la place, se rend avec sa garnison.
Rommel raconte :
« Vers 5 heures, le 21 juin, j'entrais dans la ville de Tobrouk. Elle offrait un spectacle lugubre. Presque toutes les habitations étaient rasées ou ne formaient plus qu'un monceau de gravats. La plupart des destructions remontaient au siège de l'année précédente. Par la via Balbia, je me dirigeai à l'ouest. Toute la 32e brigade blindée déposa les armes, et 30 chars en état de marche nous furent remis. Des deux côtés de la via Balbia, de nombreux véhicules continuaient à se consumer et, partout, ce n'étaient que des scènes de destruction. À 6 km à l'ouest de Tobrouk, je rencontrais ensuite le général Klopper qui m'annonça la capitulation de la forteresse de Tobrouk. Il n'avait pu enrayer la défaite. »
L'ordre du jour de victoire de Rommel est rédigé quant à lui de la manière suivante :
« Soldats ! La grande bataille de Marmarique a eu pour couronnement votre conquête de la forteresse de Tobrouk. Nous avons fait plus de 45 000 prisonniers et détruit ou capturé 1 000 véhicules blindés et environ 400 canons depuis le début de notre offensive du 26 mai. Au cours de l'âpre lutte des dernières semaines, votre vaillance et votre endurance nous ont alors permis de porter de terribles coups aux forces alliées. Grâce à vous, l'adversaire a perdu le noyau de son armée, qui s'apprêtait à passer à l'offensive, et, surtout, ses forces blindées ont été détruites. Au cours des prochains jours, je vous demanderai le grand effort final. »
Le soir même de la victoire, Hitler téléphone à Rommel pour l'informer de sa promotion en tant que generalfeldmarschall de la Wehrmacht.
Après ce combat, le général italien Cavallero et le maréchal allemand Kesselring, soutenus par Mussolini, demandent à Hitler le feu vert pour lancer l'opération C3 visant à la prise de Malte. Le corps de débarquement italien, basé en Sicile, attend l'ordre de départ, mais Rommel demande à Hitler d'avoir la priorité et de pouvoir marcher dès ce moment avec des renforts sur Alexandrie. Il semblerait que Rommel n'ait pas perçu l'importance que pouvait avoir Malte vis-à-vis des ravitaillements tant alliés qu'allemands. Pour convaincre Hitler, Rommel lui promet une marche rapide sur le Canal de Suez ainsi que sa prise. Hitler tranche en faveur de son tout nouveau maréchal et demande à Mussolini de repousser l'opération C3. Mussolini fera mieux en mettant le corps de débarquement à disposition de Rommel, qui a, il est vrai, bien besoin de renfort. Ce renfort, c'est la division d'élite Folgore (unité de parachutistes). Le quartier général italien est pour sa part consterné par cette décision.
Voici la lettre qu'Hitler adressa au Duce pour le convaincre :
« Le destin, Duce, nous offre une occasion unique qui ne se représentera plus dans le cadre de cette guerre. La 8e armée britannique est pour ainsi dire détruite, mais les installations portuaires de l'Égypte sont, elles, presque intactes. Si nous ne poursuivons pas tout de suite sans relâche les restes de la 8e armée, il risque de nous arriver ce qui est arrivé aux Anglais lorsqu'ils s'arrêtèrent en vue des portes de Tripoli pour envoyer des renforts en Grèce, en février 1941. Nous pouvons enfin, sous certaines conditions, arracher l'Égypte à l'Angleterre. Mon conseil est le suivant : ordonnez la poursuite des opérations jusqu'à l'anéantissement total des troupes britanniques. La chance au combat ne sourit qu'une fois aux condottieri : celui qui ne la saisit pas la perd pour toujours. »
Le 25 juin, le général Ritchie est remercié par l'armée britannique. Au Caire, les autorités britanniques commencent déjà à brûler les archives.
Le 29 juin, le 7e régiment de bersaglieri capture 6 000 Britanniques et prend la ville de Marsa-Matruh, qui est située à 150 km de Tobrouk. Mussolini, en apprenant cela, s'envole pour l'Afrique. Le commandement italien, et en particulier Bastico, avertit Rommel de ne pas avancer trop vite, le ravitaillement ne pouvant être assuré sur de si longues distances sans être réorganisé, mais Rommel n'en tient pas compte et continue l'offensive. Cela est relativement téméraire étant donné l'état des divisions de l'Afrikakorps.
Les unités italiennes sont alors dans l'état suivant :
- division Ariete : elle ne compte plus qu'une quinzaine de chars, une quinzaine de pièces d'artillerie et 600 bersaglieri ;
- division Trieste : elle ne compte plus que 1 500 hommes et 4 chars ;
- division Littorio : 1 000 bersaglieri et une trentaine de chars ;
- division Brescia : elle ne compte plus que deux bataillons ;
- division Pavia : elle ne compte plus qu'un seul bataillon ;
- le reste des troupes, réuni au sein du groupe de soutien Navarrini, n'est guère en meilleur état.

Les unités allemandes (15e et 21e panzerdivision et 90e motorisée) ne comptent plus qu'une soixantaine de chars.

## Déroulement
La limite sud de l’offensive est marquée par la dépression de Qattara qui était impraticable par les chars et la plupart des autres véhicules militaires en raison de ses caractéristiques spécifiques telles que la présence de lacs salés, de hautes falaises, d'escarpements et de fech-fech. Les falaises, en particulier, ont agi comme une muraille infranchissable, ce qui signifiait que la position britannique ne pouvait pas être débordée.
Entre le 26 mai et le 3 juillet 1942, les germano-italiens ont capturé 60 000 britanniques ainsi que détruit ou pris plus de 2 000 blindés.
Arrivées à proximité des positions alliées hâtivement montées autour d'El Alamein le 30 juin au soir, les unités italo-allemandes sont épuisées. Rommel veut attaquer au plus tôt, mais l'usure et la fatigue retardent l'offensive au matin du 1er juillet. Tandis que la 90e motorisée contourne par le sud la position d'El Alamein défendue par les Sud-Africains, les deux divisions de Panzer attaquent la 18e brigade d'infanterie indienne qui est péniblement détruite dans l'après-midi.
Au même moment, plus au nord, les soldats allemands sont soumis à des bombardements d'artillerie très violents qui déclenchent un vent de panique, rapidement contenu par l'intervention des officiers, dont Rommel.
Au soir du 1er juillet 1942, l'offensive de Rommel est stoppée. Les jours suivants, les attaques allemandes sont bloquées parfois après de durs combats, tandis que le général Auchinleck contre-attaque systématiquement, en visant essentiellement les troupes italiennes, trop faibles pour tenir face aux tanks soutenus par une artillerie pléthorique.
À partir du 3 juillet, Rommel passe à la défensive. Ses troupes s'accrochent au terrain, sous les coups de boutoir maladroits mais terriblement coûteux des Alliés. Auchinleck passe à plusieurs reprises près de la victoire, mais ses unités, subissant notamment la domination tactique des forces de l'Axe, sont, elles aussi, fragiles. Ces dernières, arrêtées en plein désert à proximité de leur objectif (le delta du Nil), sont renforcées par les éléments laissés en arrière lors de la poursuite échevelée de fin juin, ce qui leur permet de tenir malgré les pertes infligées par les assauts répétés des troupes alliées, essentiellement australiennes et néo-zélandaises.
Au nord du dispositif, les alliés, sûrs de leur supériorité numérique et matérielle à la suite de l'arrivée de renforts dotés de matériel moderne, se lancent à l'attaque, le 10 juillet, de la position tenue par la division Sabratha, celle-ci perd 1 500 hommes dans cette seule journée mais l'intervention de la 15e Panzerdivision et de la division Littorio rétablit l'équilibre des forces et permet de repousser l'attaque. C'est lors de cette attaque australienne que Rommel perd son unité d'interception des messages radio britanniques, le privant d'une source vitale de renseignement.
Rommel, qui lui aussi a reçu des renforts en matériel entre-temps, tente aussi une offensive, le 13 juillet, mais se heurte à une défense solide et doit renoncer. Malgré tout, la résistance de l'Axe qui se bat à un contre trois contre les hommes du général Auchinleck est un cuisant échec pour celui-ci.
Le général Auchinleck se rend finalement compte que le point faible du dispositif de l'axe est le secteur italien au nord. Il va concentrer ses efforts sur ce secteur et mettre les Italiens en déroute le 17 juillet. Rommel réussit à colmater le front avec ses réserves.
Après le dernier échec le 21 juillet, Auchinleck lui aussi renonce et ordonne de se fortifier.
C'est la fin de la première bataille d'El Alamein, qui voit Rommel échouer aux portes de la vallée du Nil, alors que ses troupes sont éloignées de ses bases logistiques (ports de Tripoli, Benghazi et de Tobrouk), avec ses lignes de ravitaillement toujours menacées par les attaques aéronavales britanniques lancées depuis Malte.
Churchill, en connaissant l'état des troupes allemandes est littéralement consterné des échecs britanniques :
« Nos forces étaient supérieures à celles de l'Axe. Nous avions plus de 100 000 hommes, eux moins de 90 000. Notre artillerie était plus forte dans une proportion de trois contre un, de même que pour les chars, et nous avions en ligne de nouveaux obusiers. Malgré cela, Tobrouk est tombé au bout d'une petite journée de combat. C'est un désastre. Nous nous sommes ensuite repliés jusqu'à Marsa-Matruh, mettant 190 km de désert entre notre 8e armée et les forces ennemies. À peine cinq jours plus tard, les germano-italiens arrivaient devant notre nouvelle position, et il nous faut décrocher, pénétrer toujours plus en Égypte, reculer encore. El Alamein devra être tenu jusqu'à la mort. »

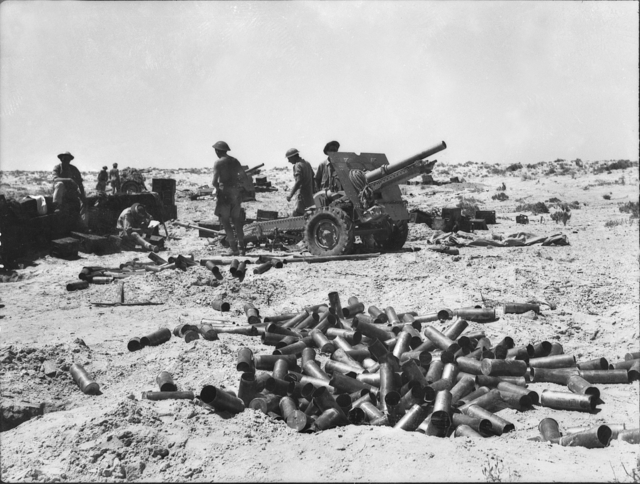
Un canon 25-pdr australien à El Alamein en juillet 1942 (AWM 024515).

Théâtre des opérations, juillet 1942.

La 8e armée britannique reçoit pour tenir El Alamein de sérieux renforts, notamment la 9e division australienne, la 2e division néo-zélandaise (retirée du Proche-Orient où elle était en garnison), ainsi que la 51e division métropolitaine et la 8e division blindée qui ont quitté le Royaume-Uni vers la fin mai. En outre, la 4e division hindoue vient d'être envoyée de Chypre.
Quant aux germano-italiens, leur seul renfort est la division Folgore qui n'arrive qu'à la mi-juillet.
Le général Frattini qui commandait la Folgore raconte dans ses mémoires :
« En juillet 1942, la Folgore était prête. En Afrique du Nord, il fallait de toute urgence des renforts ; c'est alors que me parvint l'ordre inattendu de nous transporter immédiatement par voie aérienne sur le front égyptien. La nouvelle fut accueillie dans mes bataillons avec un enthousiasme délirant. Ces parachutistes étaient tous volontaires, tous soldats dans cette armée depuis plus de deux ans. Ils avaient déjà combattu sur plusieurs fronts ; ils étaient fascinés par leurs nouvelles responsabilités, par le fait merveilleux de se distinguer, par le rôle exceptionnel qu'ils étaient appelés à jouer. Il faut ajouter que les épreuves auxquelles ils avaient été soumis avaient été dures, effrayantes.
Ainsi sur 1 000 volontaires arrivés à l'école parachutiste de Tarquina, 500 en général renonçaient au bout de quinze jours et abandonnaient le cours d'entraînement au saut. Ceux qui restaient étaient des hommes exceptionnels, vraiment choisis, des hommes qui ne craignaient aucun risque et qui plus tard au combat, ne furent obsédés que par une seule pensée : se comporter de façon telle que le compagnon d'armes qui est à vos côtés ne puisse jamais penser que vous avez peur. Tous, dans la division qui volait vers l'Afrique, s'imaginaient qu'en Égypte, ils allaient sauter sur les arrières des Anglais. Ils furent très déçus ! À peine débarqués, ils reçurent l'ordre de déposer les parachutes, et furent enrôlés dans les unités normales d'infanterie, retranchées dans le sable, derrière des champs de mines. La déception fut grande, mais elle fut vite surmontée. »
Le général Frattini dans un autre écrit :
« Les soldats britanniques étaient sûrement des combattants courageux, bien entraînés. Mais nos parachutistes avaient acquis dans les combats quotidiens la certitude de leur propre supériorité guerrière, ils savaient que leur combativité, leur audace, leur intelligence stratégique avaient fait naître chez l'adversaire un sentiment de crainte et de prudence. Supériorité psychologique, morale donc, poussée jusqu'à la conviction que, dans cet affrontement des qualités humaines, même le blindage des chars — instrument guidé par les hommes — ne comptait pas beaucoup. Tous portaient leur patrie et son drapeau dans leur cœur, tous étaient parfaitement préparés au combat et à la mort. Chacun était fébrile dans l'épreuve et les cœurs battaient à l'unisson. Tous étaient de la même trempe, sûrs de la solidarité absolue de leurs camarades, animés par la même volonté obstinée de résister à l'adversaire, quel qu'en fût le prix. Ils étaient constamment sur le qui-vive, rapides à répondre à l'attaque brutale, toujours prêts à la contre-attaque, s'approchant de l'ennemi le plus possible, lançant des grenades à main. »
Ces 6 000 hommes de la Folgore sont placés au sud de la position germano-italienne. La Folgore a la charge d'une ligne de front d'environ 15 km alors qu'elle ne possède que 80 canons et qu'elle a en face d'elle trois divisions d'infanterie et une division blindée, ce qui représente environ 60 000 soldats britanniques et surtout 400 canons, 400 chars et 150 automitrailleuses. La Folgore se sert du dispositif de défense que les Britanniques avaient établi autour de la position avant que celle-ci ne soit prise par les forces de l'Axe.

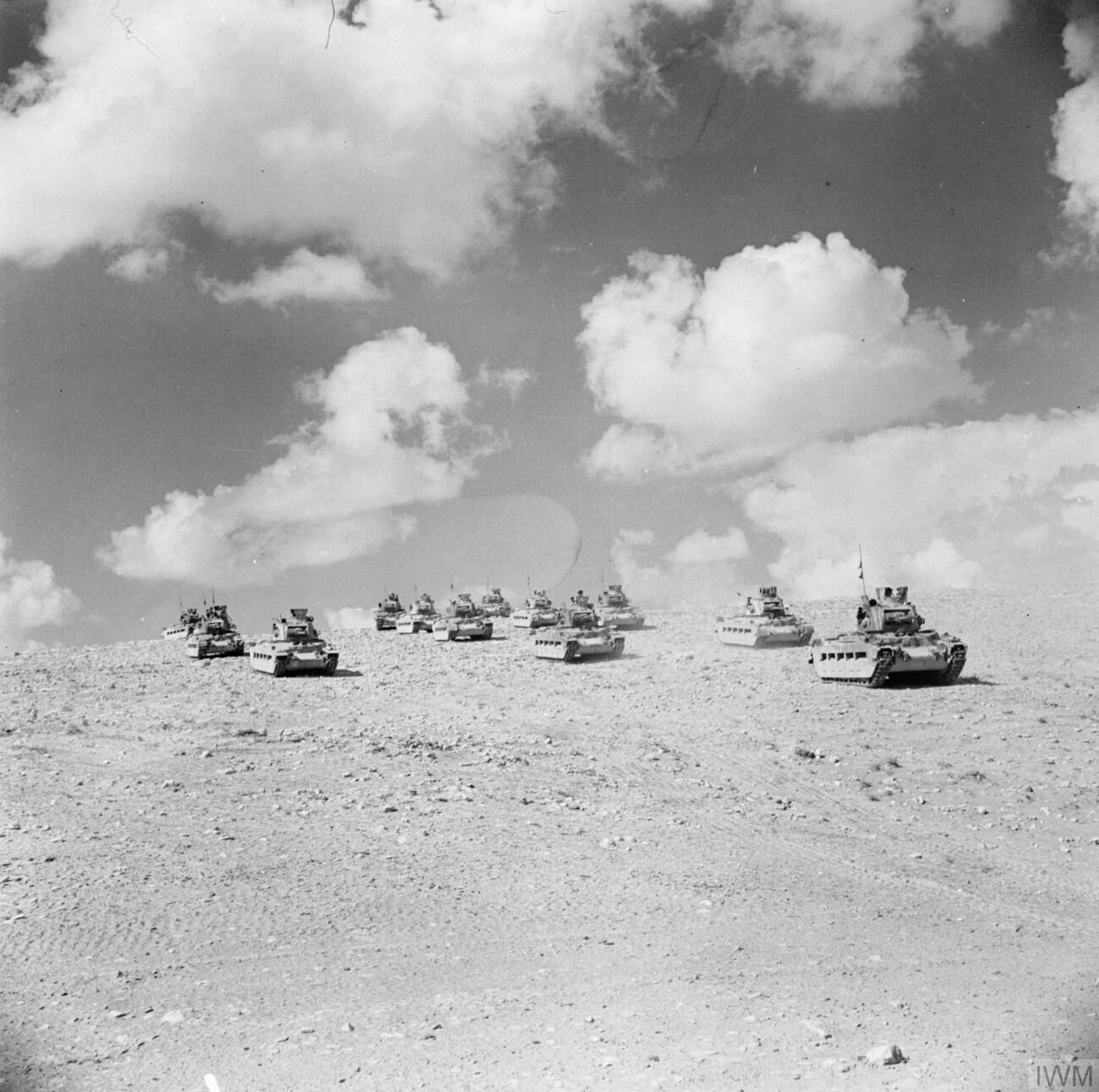
Chars britanniques Matilda Mark II en route vers Tobrouk, El Alamein, 1942

## Conséquences

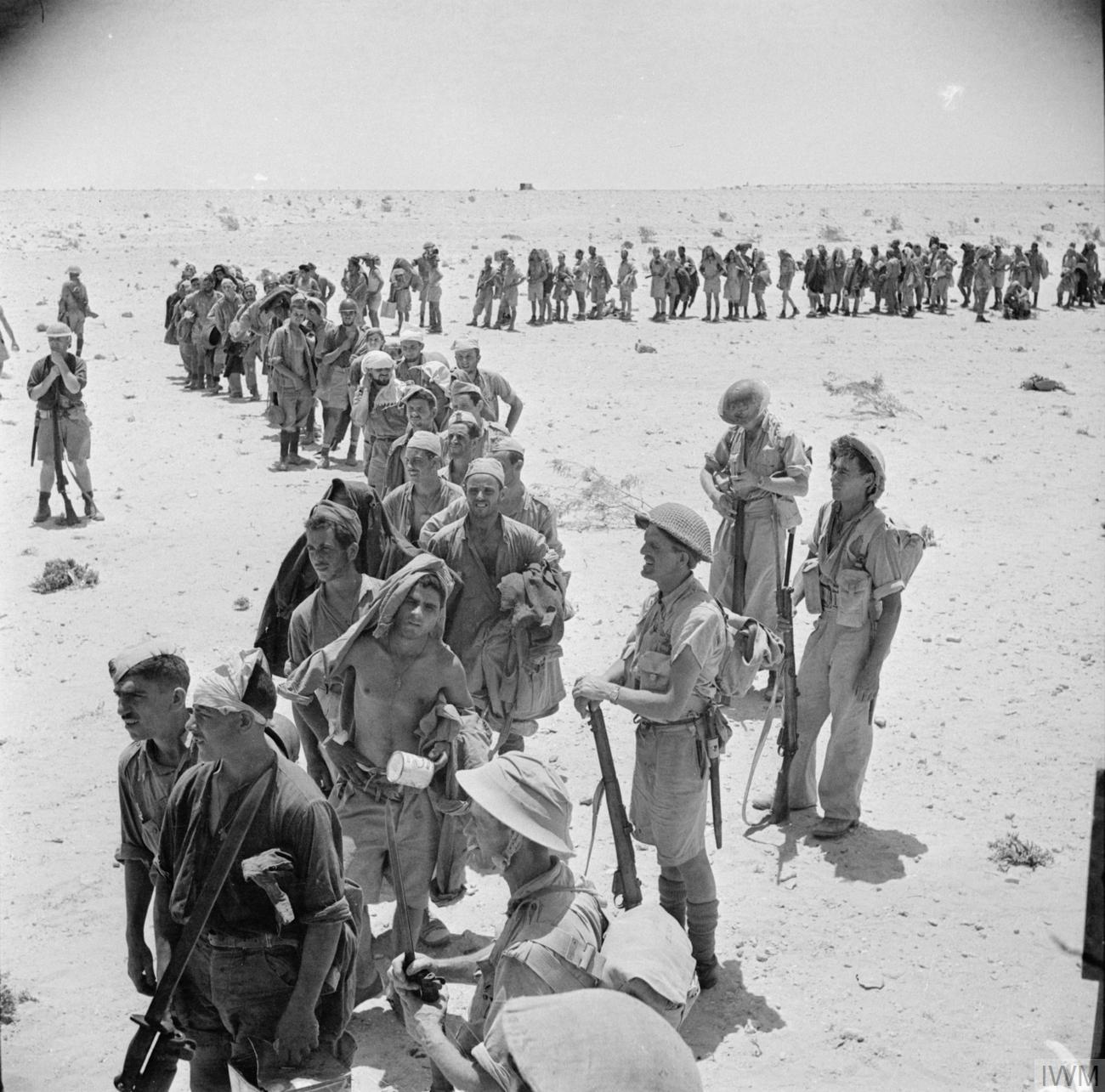
Une file de prisonniers allemands et italiens capturés lors de l'avancée sur la crête de Ruweisat attendant leurs rations, juillet 1942.

Fin juillet, le professeur Horster est préoccupé par la santé du maréchal Rommel :
« Le maréchal Rommel souffre d'un catarrhe de l'estomac et des intestins, de diphtérie nasale et de troubles circulatoires. Il n'est pas en état d'exercer son commandement au cours de la prochaine offensive. »
Ce constat de son médecin personnel amène Rommel à solliciter son évacuation sanitaire vers l'Allemagne. Il propose alors d'être remplacé par Guderian, mais l'OKW préfère confier le commandement de la Panzerarmee Afrika au Maréchal Kesselring. Rommel refuse et reste donc à son poste pour mener l'attaque qui, lancée le 30 août, sera un échec. Rommel ne parvient pas à contourner les défenses Alliées au sud d'El Alamein en perçant les positions sur la crête d'Alam el-Halfa. Les Italiens du groupement Ruspoli (appartenant à la division Folgore) ont repris à leur compte la méthode des Français de Bir-Hakeim, ils creusent des trous individuels qui rendent les bombardements peu efficaces puisqu'un tir au but ne tue qu'un ou deux hommes. Le 31 août, le 19e régiment d'infanterie italien (appartenant à la division Brescia) est envoyé en renfort au groupement Ruspoli. Les combats se déroulent sous un soleil de plomb, la température atteint régulièrement les 55 °C. Dans la soirée, c'est au tour de la 3e brigade néo-zélandaise de tenter un nouvel assaut des positions italiennes, mais celles-ci défendues avec ténacité brisent l'attaque. Les Italiens — à court d'obus et les autres munitions étant épuisées — attaquent les chars en sortant de leurs trous, puis lançant leurs grenades à main avant de retourner dans leurs trous. Cette attaque coûte environ une quarantaine de chars aux Britanniques.
Le 5 août, une patrouille de la division Folgore, sous les ordres du sous-lieutenant Giovanni Stassi, réussit à capturer deux blindés britanniques ainsi qu'une vingtaine de soldats. Le 30 août, le colonel Ruspoli, à la tête de son groupement, réussit à s'emparer de la cote 78 dans la dépression Kattara, il y fera une trentaine de prisonniers.
Un officier allemand lui suggérant de les achever plutôt que de les soigner, Ruspoli lui répond :
« Monsieur ! Vous déshonorez l'uniforme. Sachez que ces hommes sont prisonniers de l'Armée italienne. À ce titre, ils recevront tous les soins nécessaires. Vous pouvez disposer ! »
Le général Frattini décrit les conditions de vie de la division :
« En tant qu'unité parachutiste, la Folgore n'avait pas de véhicules. Comme nous étions massés dans la zone la plus éloignée des bases de ravitaillement, qui se trouvaient toutes sur la côte, nous étions ravitaillés par les autres divisions. Celles-ci faisaient de leur mieux pour nous aider. Mais, souvent, elles ne pouvaient nous apporter plus d'un demi-litre d'eau par personne, pour toute la journée. Eau rare et saumâtre, nourriture en conserve, soleil brûlant, vie dans les trous creusés dans le sable, intermèdes de bombardement le jour et la nuit, patrouilles nocturnes : voilà quelle était notre vie dans les tranchées du désert égyptien. Trois mois de cette vie avaient infligé à nos hommes de dures souffrances, avaient diminué leur résistance physique, mais n'avaient absolument pas entamé leur moral. Et, lorsque l'attaque ennemie se déchaîna contre les hommes de la Folgore, ils résistèrent. L'ennemi arrivait pourtant avec des troupes neuves, bien supérieures aux nôtres en nombre et en moyens. »